# کارلسدورف-نویتارد
کارلسدورف-نویتارد (به آلمانی: Karlsdorf-Neuthard) یک شهر در آلمان است که در ناحیه کارلسروهه واقع شده‌است. کارلسدورف-نویتارد ۹٬۶۰۴ نفر جمعیت دارد.